# Maria Paninnguaq Kjærulff
Maria Paninnguaq Kjærulff (nach alter Rechtschreibung Maria Panínguaĸ Kjærulff; * 1980 in Kopenhagen) ist eine grönländische Künstlerin.

## Leben
Maria Paninnguaq Kjærulff ist die Tochter eines dänischen Vaters und einer grönländischen Mutter. Sie wurde in Dänemark geboren und zog im Alter von sechs Jahren nach Grönland. Sie war von 1986 bis 1996 an der Folkeskole in Nuuk. Nach einem Austauschjahr in Litchfield in Minnesota besuchte sie von 1997 bis 2000 das Gymnasium in Nuuk. Von 2000 bis 2001 studierte sie an der grönländischen Kunstschule in Nuuk und danach am Nova Scotia College of Art & Design in Halifax in Kanada, wo sie 2005 ihren Bachelor machte. 2004 hatte sie ein Auslandssemester an der Cooper Union in New York City verbracht.
Maria Paninnguaq Kjærulff ist vor allem als Malerin bekannt, hat sich aber auch schon mit Medienkunst und Skulpturen beschäftigt. Ihre Werke sind hauptsächlich dem Abstrakten Expressionismus zuzuordnen. Als eine der bedeutendsten grönländischen Künstler der Gegenwart ist sie in Bodil Kaalunds Buch Grønlandsk kunst von 2011 aufgenommen.
Ihre Werke sind im Grönländischen Nationalmuseum, im Nuuk-Kunstmuseum und bei der grönländischen Regierung dauerhaft ausgestellt. Dazu hatte sie Einzelausstellungen in Grönland, Dänemark und Kanada und darüber hinaus Gruppenausstellungen in Norwegen, Schweden, Finnland und Island.